# Draženci
Draženci este o localitate din comuna Hajdina, Slovenia, cu o populație de 483 de locuitori.